# Senokos (gmina Dimitrovgrad)
Senokos (cyr. Сенокос) – wieś w Serbii, w okręgu pirockim, w gminie Dimitrovgrad. W 2011 roku liczyła 29 mieszkańców.